# یوسف العکشاوی
یوسف العکشاوی (عربی: يوسف العكشاوي؛ زادهٔ ۱۸ فوریهٔ ۱۹۸۱) بازیکن فوتبال اهل مراکش است.
از باشگاه‌هایی که در آن بازی کرده‌است می‌توان به باشگاه فوتبال دن هاگ، باشگاه فوتبال ان. ئی. سی، باشگاه فوتبال فاینورد، باشگاه فوتبال آگسبورگ، باشگاه فوتبال اکسلسیور، باشگاه فوتبال فنلو، باشگاه فوتبال یونیون برلین، باشگاه فوتبال هیرنفین، و باشگاه فوتبال ناک بردا اشاره کرد.
وی همچنین در تیم ملی فوتبال مراکش بازی کرده‌است.